# Al Rayyan (ville)
Cet article concerne la ville. Pour la municipalité, voir Al Rayyan.
Al-Rayyan (en arabe : الريان) est une ville de la municipalité homonyme Al Rayyan, au Qatar. La ville et sa banlieue constituent le plus grand centre de population du Qatar en dehors de la capitale Doha.
La ville est considérée comme faisant partie de la région métropolitaine de Doha. Elle fait partie des cinq villes hôtes de la Coupe du monde de football 2022,.

## Sports
La ville fait partie des cinq villes hôtes de la Coupe du monde de football 2022 grâce au Stade Ahmed-ben-Ali, rénové pour l'occasion. 

Al Rayyan accueille également le club omnisports d' Al-Rayyan SC. Un club notamment connu pour son équipe de football mais également pour ses 4 autres sections: handball, basket-ball, volley-ball et athlétisme[réf. nécessaire].